# Глиняная улица (Санкт-Петербург)
Гли́няная улица — улица в Невском районе Санкт-Петербурга. Проходит от набережной Обводного канала в направлении Глухоозёрского шоссе.

## История
Наименование Глиняная улица присвоено 16 апреля 1887 года, в ряду близлежащих улиц, получивших наименования по наименованиям материалов, по которым изготавливалась продукция на находившемся поблизости Императорском стеклянном заводе.
Первоначально проходила от Обводного канала до поворота. В 1964 году присоединён участок до Глухоозёрского шоссе, с 1889 года входивший в состав дороги на Глухоозёрскую ферму, затем — Глухоозёрского шоссе. Западная часть этого участка перекрыта в 1980-е годы.

## Достопримечательности
- ОАО «Невская мельница», часть зданий охраняется как памятники архитектуры регионального значения
- ОАО «Технопарк»
- Снегоплавильный пункт